# Phelsuma seippi
Phelsuma seippi is een hagedis die behoort tot de gekko's. Het is een van de soorten madagaskardaggekko's uit het geslacht Phelsuma.

## Naam en indeling
De wetenschappelijke naam van de soort werd voor het eerst voorgesteld door Harald Meier in 1987. De soortaanduiding seippi is een eerbetoon aan de Duitse gekko-specialist Robert Seipp.

## Uiterlijke kenmerken
Phelsuma seippi bereikt een kopromplengte tot 5,5 centimeter en een totale lichaamslengte inclusief staart tot 15 cm. De hagedis heeft een groene kleur en heeft een vage tekening met opvallende strepen. Het aantal schubbenrijen op het midden van het lichaam bedraagt 105 tot 110.

## Verspreiding en habitat
De soort komt voor in delen van Afrika en komt endemisch voor in delen van het Afrikaanse eiland Madagaskar en op het noordwestelijk gelegen eilandje Nosy Be. De habitat bestaat uit vochtige tropische en subtropische laaglandbossen. De soort is aangetroffen van zeeniveau tot op een hoogte van ongeveer 400 meter boven zeeniveau.

## Beschermingsstatus
Door de internationale natuurbeschermingsorganisatie IUCN is de beschermingsstatus 'bedreigd' toegewezen (Endangered of EN).